# 速水洋子
速水 洋子（はやみ ようこ、1959年2月20日 - ）は、日本の文化人類学者。京都大学名誉教授。京都大学東南アジア地域研究研究所所長、日本タイ学会会長、地域研究コンソーシアム会長などを歴任。

## 人物・経歴
1981年国際基督教大学教養学部社会科学科文化人類学専攻卒業。ブラウン大学大学院人類学部修士課程修了後、1992年同博士課程修了、人類学博士。1994年宮城学院女子短期大学非常勤講師、東北大学大学教育センタ―非常勤講師。1996年京都大学東南アジア研究センター助手。1998年京都大学大学院アジア・アフリカ地域研究研究科助手。2000年京都大学東南アジア研究センター助教授。2003年京都大学大学院アジア・アフリカ地域研究研究科兼任。2004年京都大学東南アジア研究所助教授。2005年京都大学東南アジア研究所教授。2018年京都大学東南アジア地域研究研究所長、地域研究コンソーシアム会長。2023年日本タイ学会会長、日本学術振興会監事。2024年京都大学名誉教授。

## 親族
父は第28代日本銀行総裁の速水優。兄は数学者の速水謙。夫は経済学者の三野和雄。母方の祖父は日商創業者の永井幸太郎。元三菱レイヨン社長の永井弥太郎は伯父（母の兄）。

## 著書
- 『差異とつながりの民族誌 : 北タイ山地カレン社会の民族とジェンダー』世界思想社 2009年